# Maga (Kamerun)
Maga – miasto w Kamerunie, w regionie Dalekiej Północy, w departamencie Mayo-Danay.